# Partia Chrześcijańskich Demokratów
Partia Chrześcijańskich Demokratów (PChD) – polska chadecka partia polityczna działająca w latach 1990–1999.

## Historia
PChD została utworzona 16 grudnia 1990 w Poznaniu w wyniku połączenia ośmiu mniejszych środowisk wywodzących się z chrześcijańskiego nurtu „Solidarności”. Kongres założycielski partii odbył się 13 stycznia 1991 w tym samym mieście. Przewodniczącym został Krzysztof Pawłowski, a sekretarzem generalnym Paweł Łączkowski. Do ugrupowania przystąpiło kilkunastu parlamentarzystów Obywatelskiego Klubu Parlamentarnego.
W wyborach parlamentarnych w 1991 partia uzyskała 125 314 głosów (1,12%), co dało jej 4 mandaty w Sejmie i 3 mandaty w Senacie. Posłami zostali Anna Knysok, Wiesław Klisiewicz, Paweł Łączkowski (od 1992 do 1999 przewodniczący) i Janusz Steinhoff, senatorami Jarosław Barańczak, Tadeusz Kamiński i Krzysztof Pawłowski.
W wyborach w 1993 Partia Chrześcijańskich Demokratów wystartowała w ramach Katolickiego Komitetu Wyborczego „Ojczyzna”, który uzyskał 878 445 głosów (6,37%), nie przekraczając wynoszącego 8% progu wyborczego.
Jesienią 1993 PChD weszła w skład koalicji Porozumienie 11 Listopada, dwa lata później w wyborach prezydenckich poparła Lecha Wałęsę. W 1996 przystąpiła do Akcji Wyborczej Solidarność, w 1997 siedmiu jej przedstawicieli uzyskało mandaty na Sejm III kadencji. Posłami wówczas zostali ponownie Paweł Łączkowski i Janusz Steinhoff, a także Franciszek Adamczyk, Andrzej Brzeski, Tadeusz Maćkała, Kazimierz Poznański i Maciej Rudnicki (formalnie rekomendowany przez Ruch Solidarni w Wyborach).
W lipcu 1999 liderzy PChD, Porozumienia Centrum oraz Ruchu dla Rzeczypospolitej podpisali umowę o połączeniu tych partii w nowe ugrupowanie pod nazwą Porozumienie Polskich Chrześcijańskich Demokratów, które powstało oficjalnie 26 września 1999.